# Виктория (телесериал, 2007)
«Виктория» (исп. Victoria) — теленовелла совместного производства RTI Colombia и Telemundo Network. Вышла на экраны 4 декабря 2007 года и была ремейком колумбийской теленовеллы «Сеньора Исабель» («Señora Isabel», 1993). В 1997 году в Мексике сняли ещё один ремейк — «Женский взгляд» («Mirada de mujer») с Анхеликой Арагон.

## Содержание
Во время празднования 25-й годовщины своей свадьбы, Виктория Сантиэстебан де Мендоса обнаруживает, что у её мужа Энрике Мендоса есть любовница Татьяна Лопес. Внезапно вся жизнь Виктории рушится, и она понимает, что её брак заканчивается. При попытке скрыться от боли после измены мужа, она встречает молодого журналиста и идеалиста Херонимо Акоста.
Виктория влюбляется в такого молодого человека, и даёт себе ещё один шанс испытать настоящую любовь и страсть, что не хватало в браке.
Её дочери, Паула и Мариана, не поддерживают. А Мерседес, её мать, постоянно напоминает ей, как смешно любить мужчину, который младше её. А чтобы защитить её, мать делает всё возможное для их разлуки. Только сын Сантьяго единственный, кто её поддерживает.
Виктории очень трудно решить дилемму — защищать свою истинную любовь и свободу, как женщины, или поддаться давлению общества и занять своё место в качестве жены, получив «прощение» за любовь и сохранить семью.

## В ролях
- Виктория Руффо — Виктория Сантиэстебан де Мендоса
- Маурисио Очманн — Херонимо Акоста
- Артуро Пениче — Энрике Мендоса
- Андреа Лопес — Татьяна Лопес
- Роберто Манрике — Себастьян Вильянуэва
- Диана Кихано — Камила Матис
- Хавьер Делгидисе — Херардо Карденас
- Мария Елена Доеринг — Элена де Карденас
- Камило Трухильо — Артуро Карденас
- Маргалида Кастро — Мерседес «Меме» де Сантиэстебан
- Хосе Хулиан Гавирия — Мартин Акоста
- Жеральдине Басан — Паула Мендоса
- Рикардо Абарка — Сантьяго Мендоса
- Лаура Перико — Мариана Мендоса
- Патрисия Грисалес — Карлота
- Адриана Ромеро — Валерия
- Андрес Фелипе Мартинес — Гильермо
- Лаура Лондоньо — Элиса
- Рикардо Гонсалес — Энри

## Дубляж на русский и национальные языки
На русский язык роли дублировали Олег Мартьянов и Людмила Иванова. Телесериал был также дублирован и на татарский язык и показан с 2009 по 2010 год на телеканале ТНВ.